# ジルフィア・ナイト
ジルフィア・ナイト（Silvia Neid、1964年5月2日 - ）は、ドイツ・ヴァルデュルン出身の元女子サッカー選手。TSVジーゲン最終所属。ポジションはミッドフィールダー。2005年からドイツ代表の監督を務めており、2010年度、2013年度、2016年度にFIFA女子最優秀監督賞に選出されている。

## 選手経歴

### クラブ
SVシュリーアシュタットでキャリアをスタートさせる。その後クラブ名がSCクリンゲ・ゼッカハに変わったが、1983年まで在籍。
1983年、当時国内リーグ最強を誇っていたSVベルギッシュ・グラートバッハ09に移籍。1984年には国内リーグと国内カップの2冠に貢献。
しかし、1985年に当時は無冠だったTSVジーゲンに移籍。ナイトの加入後にチームは躍進し、6回の国内リーグ優勝と5回の国内カップ優勝を経験する。1996年シーズン終了後に現役を引退。

### 代表
1982年11月10日のスイス戦で代表デビュー。
UEFA欧州女子選手権では1989年大会、1991年大会、1995年大会の3回の優勝に貢献。1991年大会では最優秀選手に選出される。
FIFA女子ワールドカップには第1回となる1991年大会と1995年大会にともに背番号10で出場。キャプテンとして臨んだ1995年大会では準優勝であった。
オリンピックに女子競技が初採用されたアトランタオリンピックにも出場したが、結果はグループリーグ敗退であった。

## 指導者経歴
1996年、現役引退後にドイツ代表のヘッドコーチに就任。
2004年、U-19ドイツ代表を率い、FIFA U-19女子世界選手権（現FIFA U-20女子ワールドカップ）で優勝。
2005年6月、ドイツ代表の監督に就任。2007年のFIFA女子ワールドカップではチームを連覇に導く。2008年の北京オリンピックでは銅メダルであった。2009年、UEFA欧州女子選手権では監督として初優勝を果たした。
2010年、この年に設立されたFIFAバロンドールの女子最優秀監督に選出され、初代受賞者となった。
2011年、地元・ドイツでの開催となったFIFA女子ワールドカップでは自身の連覇、チームの3連覇を目指したが、準々決勝で日本に延長戦の末敗れた。
2013年、再びUEFA欧州女子選手権を制し（チームは6連覇）、同年度のFIFAバロンドールで2回目となる女子最優秀監督賞を受賞した。
2015年のFIFA女子ワールドカップでは、準決勝で同大会優勝国のアメリカ合衆国に敗れ、4位に終わった。
2016年のリオデジャネイロオリンピックではドイツ代表史上初となるオリンピック金メダルに導き、同年度のザ・ベスト・FIFAフットボールアウォーズで3回目となる女子最優秀監督賞を受賞した。

## タイトル

### 選手
SVベルギッシュ・グラートバッハ09
- ブンデスリーガ：1984
- 女子DFBポカール：1984

TSVジーゲン
- ブンデスリーガ：1987, 1990, 1991, 1992, 1994, 1996
- 女子DFBポカール：1986, 1987, 1988, 1989, 1993

ドイツ女子代表
- UEFA欧州女子選手権：1989, 1991, 1995

### 指導者
ドイツ女子代表
- FIFA女子ワールドカップ
  - 優勝：2007
- オリンピック
  - 優勝：2016
- UEFA欧州女子選手権
  - 優勝：2009, 2013
- アルガルヴェ・カップ
  - 優勝：2006, 2012, 2014

## 表彰
- FIFA女子最優秀監督賞：2010, 2013, 2016